# امبروز هریس
امبروز هریس (انگلیسی: Ambrose Harris; ۲۹ اکتبر ۱۹۰۲ – 1952 (aged 49)) بازیکن فوتبال اهل بریتانیا بود.
از باشگاه‌هایی که در آن بازی کرده‌است می‌توان به باشگاه فوتبال نلسون و باشگاه فوتبال بارنولدزویک اشاره کرد.